# روج كومباني
روج كومباني (بالإنجليزية: Rogue Company)‏ هي لعبة من نوع تصويب منظور الشخص الثالث جماعية مجانية من تطوير فارست واتش غيمز ونشر هاي ريز ستوديوز، صدرت النسخة الأولية للعبة على مايكروسوفت ويندوز، نينتندو سويتش، بلاي ستيشن 4 وإكس بوكس ون في 1 أكتوبر 2020. ثم صدرت على إكس بوكس سيريس إكس وسيريس إس في 25 نوفمبر 2020 وعلى بلاي ستيشن 5 في 30 مارس 2021.